# Rue des Partants
La rue des Partants est une voie du 20e arrondissement de Paris, en France.

## Situation et accès
La rue des Partants est une voie publique située dans le 20e arrondissement de Paris. Elle débute au 52-56, rue des Amandiers et se termine au 42, rue Sorbier.

## Origine du nom
Elle porte le nom d'un lieu-dit.

## Historique
Cette voie était précédemment un chemin vicinal qui formait la limite des anciennes communes de Belleville et de Charonne. Elle porte sur le plan cadastral de 1812 le nom de « sentier de la Cloche-à-l'Eau » et se terminait alors à l'actuelle rue Pelleport.
Classée dans la voirie parisienne en vertu du décret du 23 mai 1863, elle prend sa dénomination actuelle[Quand ?].
La partie comprise entre les rues Sorbier et Pelleport a été dénommée « rue Villiers-de-l'Isle-Adam » par arrêté du 24 juin 1907.

## Bâtiments remarquables et lieux de mémoire
- Le haut de la rue sert de décor au milieu du film Ronin lorsque Jean Reno et Robert De Niro planquent dans une voiture.
- Élisabeth Rétiffe, communarde française, vécut au no 36[2].